# Dexter (Maine)
Dexter es un pueblo ubicado en el condado de Penobscot en el estado estadounidense de Maine. En el Censo de 2010 tenía una población de 3.895 habitantes y una densidad poblacional de 40,48 personas por km².

## Geografía
Dexter se encuentra ubicado en las coordenadas 45°2′33″N 69°16′47″O / 45.04250, -69.27972. Según la Oficina del Censo de los Estados Unidos, Dexter tiene una superficie total de 96.23 km², de la cual 90.98 km² corresponden a tierra firme y (5.46%) 5.25 km² es agua.

## Demografía
Según el censo de 2010, había 3.895 personas residiendo en Dexter. La densidad de población era de 40,48 hab./km². De los 3.895 habitantes, Dexter estaba compuesto por el 97.18% blancos, el 0.28% eran afroamericanos, el 0.69% eran amerindios, el 0.49% eran asiáticos, el 0.03% eran isleños del Pacífico, el 0.03% eran de otras razas y el 1.31% pertenecían a dos o más razas. Del total de la población el 1.08% eran hispanos o latinos de cualquier raza.